# Rhipidomys
Rhipidomys (Ріпідоміс) — рід гризунів з родини Хом'якові (Cricetidae).

## Опис
Ця мишоподібна тварина досягає довжини тіла 8-21 сантиметрів, хвіст довший тіла і може бути довжиною до 27 сантиметрів. Верх різних відтінків коричневого або сірого кольору, нижня сторона біла або світло-сіра. Лінія між темним верхом та світлим низом різкий. Широкі ступні й довгі кігті адаптовані до лазячого життя. Хвіст волохатий і закінчується невеликим пензликом.

## Проживання
Їх діапазон простирається від східної Панами до Болівії та північної частини Аргентини. Вони населяють ліси та інші лісові масиви.

## Звички
Ці гризуни ведуть нічний спосіб життя. Вони в основному деревні, деякі види живуть на землі і можуть входити в будинки. Протягом дня відпочивають в трав'яних гніздах.